# Finn Christian Jagge
Finn Christian Jagge (Stabekk, 4. travnja 1966. – 9. srpnja 2020.) je bivši norveški alpski skijaš. 
Sin je skijaša Liva Jaggea i tenisačice Finn Dag Jagge. Ima sedam slalomskih pobjeda u Svjetskom kupu. Najveći uspjeh mu je osvajanje zlatne medalje u slalomu na Olimpijskim igrama u Albertvilleu 1992. godine.  Povukao se iz aktivnog bavljenja skijanjem 2000. godine.

## Pobjede u Svjetskom kupu
| Datum              | Skijalište           | Disciplina |
| ------------------ | -------------------- | ---------- |
| 17. prosinca 1991. | Madonna di Campiglio | Slalom     |
| 9. siječnja 1994.  | Kranjska Gora        | Slalom     |
| 15. ožujka 1997.   | Vail                 | Slalom     |
| 15. prosinca 1997. | Sestriere            | Slalom     |
| 14. prosinca 1998. | Sestriere            | Slalom     |
| 28. veljače 1999.  | Ofterschwang         | Slalom     |
| 13. prosinca 1999. | Madonna di Campiglio | Slalom     |